# Triodopsis denotata
Triodopsis denotata är en snäckart som först beskrevs av Ferussac 1821.  Triodopsis denotata ingår i släktet Triodopsis och familjen Polygyridae. Inga underarter finns listade i Catalogue of Life.